# Lista de leis sancionadas por Dilma Rousseff
Durante o período na Presidência da República, Dilma Rousseff sancionou os seguintes projetos de leis que foram instituídos pelo Poder Legislativo no Congresso Nacional do Brasil:
- Lei que cria novo fundo de previdência do servidor, sancionada em 2 de maio de 2012.[1]
- Lei das organizações criminosas, sancionada em 2 de agosto de 2013.[2]
- Estatuto da Juventude, sancionada em 5 de agosto de 2013, a  lei nº 12.852/2013.[3]
- Lei dos Royalties, sancionada em 9 de setembro de 2013, a lei nº 12.858/2013 prevê a destinação de 75% dos royalties do petróleo para a educação e 25% para a saúde.[4]
- Lei da meia entrada, sancionada em 26 de dezembro de 2013, a lei nº 12.933/2013, que transforma carteira de estudante em documento de estudante.[5]
- Lei do ato médico, lei nº 12.842/2013,[6] sancionada em julho de 2013.[7][8]
- Lei do Feminicídio, sancionada em 9 de março de 2015, a lei nº 13.104/2015.[9]
- MP do Futebol (Medida provisória do futebol) que passou a ser lei, após ser sancionado em agosto de 2015, e publicado no Diário Oficial da União (DOU).[10]
- MP do ajuste fiscal,[11] medida provisória 665 que passou as ser lei nº 13.134/2015.[12]
- Lei do sigilo em investigações de acidentes aéreos, sancionada em maio de 2014, lei nº 12.970/2014.[13][14]
- Lei da mediação, sancionada em junho de 2015, lei nº 13.140/2015.[15]
- Lei de combate ao bullying, sancionada em 9  de novembro de 2015, a lei 13.185/2015.[16]
- Lei Antiterrorismo, sancionada em 16 de março de 2016, a lei nº 13.260/2016.[17]